# Національна художня академія (Софія)
Національна художня академія (болг. Национална художествена академия) — національна (державна) академія мистецтв у столиці Болгарії місті Софії.

## Загальні дані
Софійська Національна художня академія розташована в середмісті болгарської столиці (на початку центральної вулиці) за адресою: 
вул. Шипка, 1, м. Софія—1000 (Болгарія).
Нині (кінець 2000-х років) у академії навчаються понад 1 100 студентів, причому понад 1/10 з них — іноземці.
Ректор вишу — Светослав Кокалов.

## Історія
Академія була заснована в 1896 році відомими митцями й громадськими діячами Іваном Мрквичкою (болг. Иван Мърквичка), Антоном Мітовим (Антон Митов) і д-ром Іваном Шишмановим, що розробили статут для новоствореної Державної рисувальної школи. 
Першими викладачами навчального закладу були чехи Іван Мрквичка та Ярослав Вешин. Будівлю школи на вулиці Шипка, 1 було збудовано в 1907 році за проектом російського архітектора Олександра Смирнова. 
Згодом, у 1909 році заклад дістав назву Художньо-промислове училище (Художествено-индустриално училище), а 1921 року — почала іменуватися Художня академія (Художествена академия), потому 1951 року — Вищий інститут образотворчого мистецтва імені Миколи Павловича (Висш институт за изобразително изкуство „Николай Павлович"), і нарешті від 1995 року — Національна академія мистецтв.

## Структура та спеціальності
Національна художня академія в Софії має в своєму складі 2 факультети:
- Факультет витончених мистецтв і
- Факультет прикладного мистецтва.

Існують такі спеціальності з отриманням вищої професійної освіти «Мистецтво» зі здобуттям ступенів бакалавра і магістра:
Факультет витончених мистецтв:
- Живопис — бакалавр, магістр;
- Розпис стін — бакалавр, магістр;
- Скульптура — бакалавр, магістр;
- Графіка — бакалавр, магістр;
- Книжкова ілюстрація та друкована графіка — бакалавр, магістр;
- Плакат і візуальна комунікация — бакалавр, магістр;
- Мистецтвознавство — лише магістерська програма.

Факультет прикладного мистецтва:
- Різьблення — бакалавр, магістр;
- Кераміка — бакалавр, магістр;
- Сценографія — бакалавр, магістр;
- Художній текстиль — бакалавр, магістр;
- Художня металообробка — бакалавр, магістр;
- Промисловий дизайн — бакалавр, магістр;
- Дизайн інтер'єрів — бакалавр, магістр;
- Художні порцеляна і скло — бакалавр, магістр;
- Оформлення дитячих об'єктів — бакалавр, магістр;
- Мода — бакалавр, магістр;
- Реставрація — лише магістерська програма.

## Відомі випускники
- Хрісто Явашев